# Листовка Кореца и Ландау
Листовка Кореца и Ландау была написана в 1938 году в ответ большому террору (и делу УФТИ в частности) в СССР, осудила И. В. Сталина и орган государственного управления НКВД СССР. Призывала к оппозиции сталинизму путем политической и общественной организации в «Антифашистскую рабочую партию». Листовка была озаглавлена «Пролетарии всех стран соединяйтесь!» — идеологическим лозунгом из «Манифеста Коммунистической партии» К. Маркса и Ф. Энгельса. Обвинила Сталина в предательстве Октябрьской революции и перерождении в фашистского диктатора, в «своей бешеной ненависти к настоящему социализму» сравнявшимся с Гитлером и Муссолини. Её авторами были советские физики М. А. Корец и Л. Д. Ландау.
Текст листовки был передан антисталинской группе студентов ИФЛИ для распространения по почте перед первомайскими праздниками. Это намерение было раскрыто органами госбезопасности СССР и Л. Д. Ландау, М. А. Кореца и Ю. Б. Румера арестовали за антисоветскую агитацию, намереваясь осудить как участников «контрреволюционной троцкистской организации» и «фашистских шпионов», что подкреплялось показаниями, выбитыми из расстрелянных в 1937 году харьковских физиков Шубникова и Розенкевича («дело УФТИ»). Ландау был арестован 28 апреля 1938 года. Уже на следующий день после ареста П. Л. Капица послал Сталину письмо, в котором просил, чтобы к делу Ландау «отнеслись очень внимательно» — вероятно, благодаря этому и последующим ходайствам Капицы, в итоге взявшего Ландау «на поруки», а также письму солидарности от Нильса Бора, к Ландау не применялись методы физического воздействия и через год он был освобождён. Корец взял основную вину на себя и отбыл 14 лет в ИТЛ.

## Оригинальный текст листовки
Пролетарии всех стран соединяйтесь
Товарищи!
Великое дело Октябрьской революции подло предано. Страна затоплена потоками крови и грязи. Миллионы невинных людей брошены в тюрьмы, и никто не может знать, когда придет его очередь. Хозяйство разваливается. Надвигается голод. Разве вы не видите, товарищи, что сталинская клика совершила фашистский переворот. Социализм остался только на страницах окончательно изолгавшихся газет. В своей бешеной ненависти к настоящему социализму Сталин сравнился с Гитлером и Муссолини. Разрушая ради сохранения своей власти страну, Сталин превращает ее в легкую добычу озверелого немецкого фашизма. Единственный выход для рабочего класса и всех трудящихся нашей страны — это решительная борьба против сталинского и гитлеровского фашизма, борьба за социализм.
Товарищи, организуйтесь! Не бойтесь палачей из НКВД. Они способны избивать только беззащитных заключенных, ловить ни о чем не подозревающих невинных людей, разворовывать народное имущество и выдумывать нелепые судебные процессы о несуществующих заговорах.
Товарищи, вступайте в Антифашистскую Рабочую Партию. Налаживайте связь с ее Московским Комитетом. Организуйте на предприятиях группы АРП. Налаживайте подпольную технику. Агитацией и пропагандой подготавливайте массовое движение за социализм.
Сталинский фашизм держится только на нашей неорганизованности. Пролетариат нашей страны, сбросившей власть царя и капиталистов, сумеет сбросить фашистского диктатора и его клику.
Да здравствует 1 Мая — день борьбы за социализм!

Московский комитет Антифашистской Рабочей Партии

## История составления
К началу 1938 году Ландау и Корец 
пришли к выводу, что партия переродилась, что советская власть действует не в интересах трудящихся, а в интересах узкой правящей группы, что в интересах страны свержение существующего правительства и создание в СССР государства, сохраняющего колхозы и государственную собственность на предприятия, но построенную по типу буржуазно-демократических государств
Павел Коган рассказал Корецу о существовании группы студентов Московского института философии, литературы и истории, готовой к действиям. Корец вместе с Ландау составили текст листовки, которую решено было размножить на гектографе и разослать по адресам из справочника «Вся Москва». Текст листовки у Кореца взял 23 апреля Коган для её размножения и распространения. 27 апреля Корец, Ландау и Румер были арестованы.